# Carolei

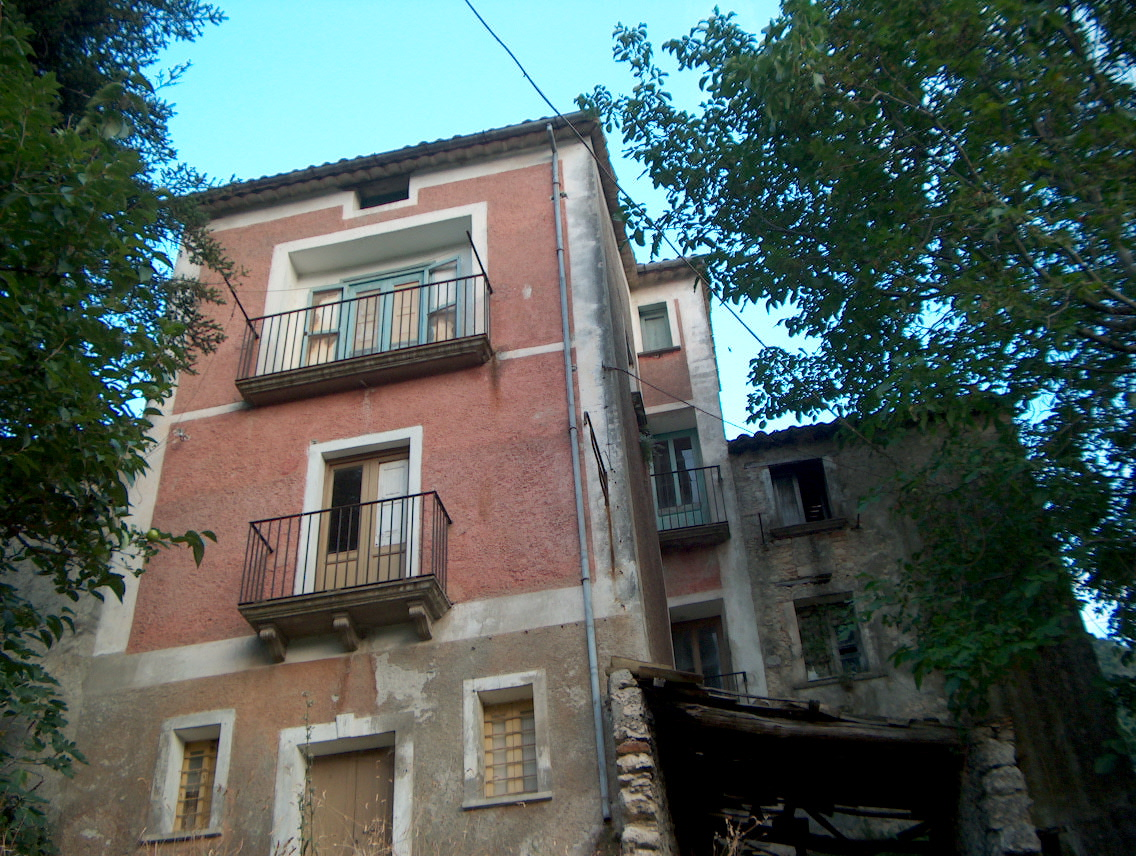

Carolei ist eine italienische Gemeinde in der Provinz Cosenza in der Region Kalabrien mit 3106 Einwohnern (Stand 31. Dezember 2023).
Carolei liegt 10 km südlich von Cosenza.
Die Nachbargemeinden sind: Dipignano, Domanico, Mendicino, Cosenza.